# 愛知県道500号東上豊川線
愛知県道500号東上豊川線（あいちけんどう500ごう とうじょうとよかわせん）は、愛知県豊川市内を通る元一般県道である。現在は旧愛知県道390号出沢東上線とともに、主要地方道たる愛知県道21号豊川新城線に統合されている。

## 概要

### 路線データ
- 起点：愛知県豊川市東上町（当時：愛知県宝飯郡一宮町東上）
- 終点：愛知県豊川市市田町

## 歴史
- 1994年4月1日：愛知県道21号豊川新城線に統合

## 地理

### 通過する自治体
- 愛知県
  - 豊川市

### 接続する道路
- 国道151号（東上交差点）
- 愛知県道334号千万町豊川線（千両町交差点）
- 愛知県道31号東三河環状線（池田交差点）

### 沿線・周辺
- 東上郵便局
- JR飯田線 東上駅
- 本宮パークカントリークラブ
- 炭焼平古墳群
- 東上野球場
- 本宮の湯
- キャッスルヒルカントリークラブ
- 陸上自衛隊日吉原演習場
- 豊川市立千両小学校
- 自衛隊千両火薬庫
- 市田施設園芸団地

## 付記
- 県道認定当初は東上白鳥線と称し、国道1号との交点（白鳥跨線橋東交差点）が終点であった。豊川市市田町（池田交差点）から同終点までの区間はのちに愛知県道31号東三河環状線へ変更、さらに、愛知県道31号東三河環状線バイパスや県道390号の付け替え道路が整備された現在は、一部区間が愛知県道377号豊川片寄線となった以外は県道認定を解除されている。